# Rued Langgaard
Rued Langgaard (Copenhaguen, 28 de juliol de 1893 - Ribe, Dinamarca, 10 de juliol de 1952) fou un compositor i organista danès.
Va ser una figura singular i aïllada en la música danesa. Va destacar des de petit com a prodigi amb un talent extraordinari, però també va ser una personalitat complexa i excèntrica, amb una gran dependència emocional del seu entorn immediat, probablement a causa de l'educació que va rebre. La seva música innovadora i experimental sovint va desafiar les normes establertes, explorant territoris artístics on conflueixen i xoquen els estils del segle xx. Langgaard no va arribar mai a guanyar el reconeixement complet ni de la crítica ni de les institucions musicals daneses.
Langgaard, tot i ser protestant, per influència dels seus pares va mostrar una fascinació intensa pel catolicisme, el misticisme i la filosofia teosòfica. Per a ell, la música era el canal per transmetre el seu missatge, amb l'objectiu d'inspirar al públic una comprensió més profunda de la realitat i del món espiritual. Ell mateix es percebia com a oposat a Carl Nielsen, el principal compositor danès de l'època que marcava la tendència, més motivat per la incomprensió i rebuig que va experimentar amb la seva música, que per una veritable relació de rivalitat o oposició artística entre ells.

## Biografia
Rued Langgaard va ser l'únic fill del compositor i músic de cambra reial Siegfried Langgaard (1852–1914) i d'Emma Langgaard (nascuda Foss, 1861–1926). Siegfried Langgaard, reconegut professor de piano a Copenhaguen, també es va dedicar a la composició. El pare també va destacar pel seu profund interès en corrents musicals i filosòfico-religioses, especialment vinculades al teosofisme, que van influir en el seu enfocament artístic. La seva mare també era pianista i quan Rued Langgaard tenia cinc anys, va començar a donar-li classes de piano. Va progressar ràpidament, i als 7 anys ja era capaç de tocar Davidsbündlertänze, de Robert Schumann, i algunes masurques de Chopin. Estava dotat musicalment amb una memòria prodigiosa.
Amb deu anys va començar a estudiar orgue amb Gustav Helsted, l'organista de l'església de Jesuskirken a Valby; i violí amb Chr. Petersen, qui havia format part de l'Orquestra Reial Danesa. L'any 1905, amb només 11 anys, va realitzar la seva primera presentació pública com a organista en un concert a l'església de Frederikskirken a Copenhaguen. L'any següent començà a estudiar teoria musical amb Horneman i més endavant amb Vilhelm Rosenberg. També estudiar amb Carl Nielsen i Paul Rung-Keller. Després d'això, el seu pare es va fer càrrec de la seva instrucció i mai va assistir a la Reial Acadèmia Danesa de Música, tot i que el seu pare hi va ser professor, perquè els seus pares no aprovaven l'esperit de l'Acadèmia.
Langgaard va créixer respectant la tradició romàntica de la música danesa, representada per figures com Niels Gade i Horneman, i admirant compositors estrangers com Wagner i Liszt. Les primeres composicions de Langgaard, dues cançons i dues peces per a piano, foren publicades quan tenia tretze anys. Aleshores també estudià contrapunt amb el compositor Carl Nielsen. L'any següent, amb 14 anys, va debutar com a compositor amb la seva peça Musae triumphantes en un concert a la capital danesa. Era una obra coral i orquestral de gran envergadura, però els crítics van rebre aquesta obra amb dures crítiques.
Amb divuit anys va començar a treballar com a organista assistent a l'església Frederikskirken de Copenhaguen. El 1911, amb dinou anys, va acabar la Primera Simfonia que va resultar impossible estrenar-la a Dinamarca. Langgaard havia fet diversos viatges d’estudi a Berlín acompanyat pels seus pares. Gràcies a les connexions de la família amb destacats directors com Arthur Nikisch i Max Fiedler, es va aconseguir l'estrena mundial de la simfonia el 1913 a Berlín, amb una interpretació de l'Orquestra Filharmònica de Berlín sota la batuta de Max Fiedler. Malgrat l’enorme èxit assolit, la seva obra no es va arribar a interpretar a Dinamarca. A més, l’esclat de la Primera Guerra Mundial el 1914 va frustrar les possibilitats de Langgaard de continuar desenvolupant la seva carrera a Alemanya.
Després de la Primera Simfonia, Langgaard va abandonar la forma simfònica tradicional i va començar a titular les simfonies. Després d'estrenar la Segona, el 1914, Langgaard va fer el seu debut com a director d'orquestra a Copenhaguen. Durant els anys següents, va continuar dirigint, però sempre amb obres pròpies. Malgrat la seva dedicació, les crítiques contemporànies indicaven que Langgaard no destacava per un talent excepcional com a director.
Un exemple destacat d'aquesta nova orientació és la Simfonia núm. 4, Fulles caigudes (1916). El títol fa referència a la visió bíblica-apocalíptica de Langgaard, on la caiguda de les fulles no és una simple evocació de l’estació de tardor sinó que representa el final del món o el període immediatament anterior.
La manca de suport de l'elit musical danesa cap a Langgaard va dificultar enormement que les seves obres es poguessin interpretar públicament. La solució va ser organitzar els seus propis esdeveniments per mostrar la seva música. Durant els anys 1910, un període de gran innovació creativa per a ell, tant els crítics com el públic van ignorar-lo. Algunes de les seves composicions més audaces i innovadores, com Sinfonia interna (1915-16), Sfærernes musik (La música de les esferes, 1916-1918), la seva Simfonia núm. 6 (1919-20) i l’òpera Antikrist (1921-1923), no van arribar a ser interpretades a Dinamarca.
Després que el seu pare morís el 1914, Langgaard va treballar com a organista assistent a l'església Garnisons. A partir de 1917 va ocupar el càrrec d'organista a diverses esglésies de Copenhaguen. Langgaard era una figura solitària incapaç de guanyar suport al seu país natal. A principis dels anys 1920, Langgaard va buscar oportunitats a Alemanya, on les seves simfonies van aconseguir certa atenció i interpretacions amb èxit. Tanmateix, aquest interès va ser fugaç i aviat es va extingir.

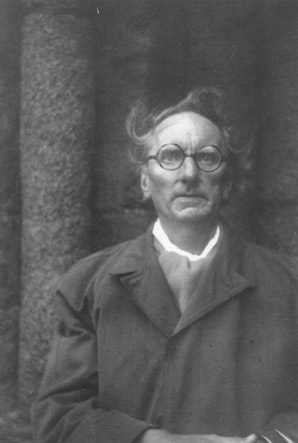
Rued Langgaard amb 51 anys

Al voltant de 1925, Langgaard va començar a reaccionar davant al tracte rebut per part del món musical establert. Després de diverses influències progressistes, incloent-hi les de Carl Nielsen, va canviar de rumb i va adoptar un estil més romàntic, inspirat en compositors com Niels Gade i Richard Wagner. Aquest canvi va comportar l'efecte contrari i, després de 1930, les interpretacions de les seves obres van ser cada cop més rares El 1926 va casar-se amb Valborg Constance Olivia Tetens.
Cap a 1930, Langgaard va experimentar una paràlisi creativa com a compositor, i la seva producció es va reduir considerablement durant els deu anys següents. L'única obra significativa que va completar en aquest període va ser la trilogia per a orgue Messis (El temps de la collita).
Després de diversos intents fallits, Langgaard no va aconseguir una plaça d’organista fins als 47 anys, quan el 1940 va ser contractat per la catedral de Ribe, al sud de Jutlàndia. Langgaard considerava aquesta designació com una exclusió definitiva de la vida musical a Copenhaguen. A Ribe, va crear una gran quantitat de peces litúrgiques per a orgue, així com les últimes set simfonies. La seva música es va transformar en provocadora, dissonant i fins i tot absurda. Una part significativa de la seva obra durant aquest període final va romandre sense estrenar, incloent-hi la seva setzena i última simfonia, escrita l'any anterior a la seva mort, el 10 de juliol de 1952 amb 58 anys. Encara sense ser reconegut com a compositor i amb un llegat que semblava oblidat.
Setze anys després, el 1968, el compositor Per Nørgård va presentar de forma anònima una obra de Langgaard, Sfærernes musik (La música de les esferes), en un concurs de composició. Els membres del jurat, reconeguts experts, van elogiar l’obra, afirmant que semblava creada per un jove talent inspirat en les innovadores Atmosphères de Ligeti, estrenades el 1961. Quan Nørgård va revelar que la peça era de 1916, el mateix Ligeti va reaccionar amb humor, exclamant: «Senyors, acabo de descobrir que soc un seguidor de Langgaard!».
Actualment, moltes de les seves 431 composicions han estat enregistrades i publicades, i la seva vida i obra han estat documentades en llibres.

## Obres
Quan va morir el seu marit, Constance Langgaard es va dedicar a ordenar i catalogar el vast llegat musical que havia deixat. El registre que va crear va ser durant dècades l’únic catàleg existent. Després de la mort de Constance el 1969, les obres de Rued Langgaard van passar a ser gestionades per una fundació. Fins que l’any 1991 Bendt Viinholt Nielsen va publicar una versió exhaustiva i comentada a través de la Universitat d’Odense.
Les setze simfonies de Rued Langgaard formen el nucli de la seva obra, reflectint una evolució estilística notable. Les primeres simfonies es mouen dins d'un marc influenciat per compositors com Niels Gade i Robert Schumann. Posteriorment, Langgaard va explorar obres d’un caràcter més modernista i experimental. En etapes més avançades, la seva música combina aquests dos estils, creant un diàleg entre la tradició i l’experimentació.
En un primer moment, durant les dècades de 1910 i 1920, Langgaard va estar influenciat principalment per Alemanya i per compositors centreeuropeus com Richard Strauss i altres tardoromàntics. A Dinamarca, Rued Langgaard va ser l'únic compositor que va treballar per desenvolupar un llenguatge musical visionari, que prolongués la tradició romàntica amb una base simbolista, similar a la que es pot apreciar en les obres de Skriabin. Als anys 1930, la música de Langgaard va evolucionar cap a una expressivitat més subtil i elegant, amb una estructura més nítida. Una de les peces que millor exemplifica aquesta transformació és Sfærernes Musik (La música de les esferes), una obra d’una gran sofisticació orquestral. A partir de la tercera simfonia, les seves composicions sovint es van limitar a un únic moviment, amb durades que variaven des de breus sis minuts fins a mitja hora o més, mostrant una marcada economia de recursos i intensitat emocional. En moltes de les seves grans obres, anticipava compositors com Ives, Hindemith i Messiaen.

### Simfonies
- Simfonia núm. 1, Klippepastoraler (Pastorals del penya-segat) (BVN 32; 1908–1909, revisada 1910–1911)
- Simfonia núm. 2, Vårbrud (Despertar de la primavera) (BVN 53; 1912–1914, revisada 1926–1933)
- Simfonia núm. 3, Ungdomsbrus (La Melodia) (La flor de la joventut), per a piano i orquestra (BVN 96; 1915–1916, revisada 1925–1933)
- Simfonia núm. 4, Løvfald (Caiguda de les fulles) (BVN 124; 1916, revisada 1920)
- Simfonia núm. 5, existeix en dues versions:

- Simfonia núm. 5 (BVN 191; 1917–1918, revisada 1919–1920 i 1926)
- Simfonia núm. 5, Steppenatur (Paisatge de l'estepa) (Drama llegendari d'estiu) (BVN 216; revisada 1931)

- Simfonia núm. 6, Det Himmelrivende (El cel tempestuós) (1919-20/1928-30), BVN. 165
- Simfonia núm. 7, existeix en dues versions:

- Simfonia núm. 7 (1a versió, 1925–26), BVN. 188
- Simfonia núm. 7, Ved Tordenskjold i Holmens Kirke (Per Tordenskjold a l'Església de Holmen) (2a versió, 1925-26/1930-32), BVN. 212

- Simfonia núm. 8, Minder ved Amalienborg (Records a Amalienborg) (amb cor mixt, 1926–28/1929-1934), BVN. 193
- Simfonia núm. 9, Fra Dronning Dagmars By (Des de la ciutat de la reina Dagmar) (1942), BVN. 282
- Simfonia núm. 10, Hin Tordenbolig (Aquella sala de trons) (1944–45), BVN. 298
- Simfonia núm. 11, Ixion (1944–45), BVN. 303
- Simfonia núm. 12, Helsingeborg (1946), BVN. 318
- Simfonia núm. 13, Undertro (Creença en els miracles) (1946–47), BVN. 319
- Simfonia núm. 14 (Suite), Morgenen (El matí) (amb cor mixt, 1947-48/1951), BVN. 336
- Simfonia núm. 15, Søstormen (Tempesta a la mar) (amb solista de baix-baríton i cor masculí, 1937/1949), BVN. 375
- Simfonia núm. 16, Syndflod af Sol (Deluvi de sol) (1951), BVN. 417

### Òpera
- Antikrist (1921-1923)

### Altres obres orquestrals
- Drapa (Sobre la mort d'Edvard Grieg, 1907–09), BVN. 20
- Heltedød (Mort d'un heroi) (1907–08), BVN. 24
- Sphinx (Poema simfònic) (1907–13), BVN. 37
- Saga blot (Una cosa del passat) (1917–19), BVN. 140
- Symfonisk Festspil (Joc festiu simfònic) (1917–20), BVN. 166
- Preludi a "Antikrist" (versió original, 1921–23), BVN. 170:1
- Música per a "En Digters Drøm" (El somni d'un poeta) (1923–26), BVN. 181
- Musernes Dans paa Helikon (La dansa de les muses a Helicon) (Obertura concert, 1925/1939), BVN. 185
- Preludi a "Fortabelsen (Antikrist)" (Perdició (Antikrist)) (1921-23/1926-30), BVN. 192:1
- Preludi a "Komedien om Enhver" (Comèdia d'un home qualsevol) (1921-23/1936), BVN. 232
- La Ràdio Nacional Danesa (Fanfares, 1948), BVN. 351
- Mistèrio "Dødssejleren" (El vaixell fantasma) després de Liszt (1931–32)

### Obres concertants
- Concert (en un moviment) per a violí i orquestra (1943–44), BVN. 289
- Interdikt per a orgue i orquestra (1947–48), BVN. 335
- Søndagssonate (Sonata del diumenge) per a violí, piano, orgue i orquestra (1949–50), BVN. 393
- "Fra Arild" (De Arild), concerto per a piano i orquestra adaptat lliurement a partir de composicions de Siegfried Langgaard (1935–37)

### Música de cambra
- Quartet de corda núm. 1 (BVN 68; 1914–1915, rev. 1936)
- Quartet de corda núm. 2 (BVN 145; 1918; rev. 1931)
- Quartet de corda núm. 3 (BVN 183; 1924)
- Quartet de corda núm. 4, Dies d'estiu (Sommerdage) (BVN 215; 1914–1918, rev. 1931)
- Quartet de corda en la bemoll major (BVN 155; 1918)
- Quartet de corda núm. 6 (BVN 160; 1918–1919)
- Quartet de corda núm. 5 (BVN 189; 1925, rev. 1926–1938)
- Sonata per a violí núm. 1, "Viole" (1915/1945), BVN 94
- Sonata per a violí núm. 2, "Den store Mester kommer" (Aquí arriba el Gran Mestre) (1920–21), BVN 167
- Sonata per a violí núm. 3 (1945–49), BVN 312
- Sonata per a violí núm. 4, "Parce nobis, Jesu!" (1949), BVN 376
- Septet per a vent (BVN 95; 1915)
- Humoreske, sextet per a vent i tambor (BVN 176; 1922–1923)

## Música per a orgue
- Messis